# Эбаль Великий
Эба́ль Великий (фр. Ébal le grand или le Grand Viscomte, итал. Ebalo Magno или Ebalo il Grande; ум. 1323) — правитель графства Аоста в конце XIII века.

## Биография
Представитель рода синьоров де Шаллан. Сын графа Аосты Готфрида I и Беатрисы Женевской, внучки Амадея II Женевского. Унаследовал власть после смерти своего дяди Аймона III в 1277 году. Благодаря браку с Алессией де Монжове, дочерью последнего синьора Монжове, унаследовал часть этого феода вместе с замком Шеналь.
Графы Аосты были союзниками и вассалами графов Савойских — в этот период Амадея V, — однако графу Эбалю удавалось успешно балансировать между Амадеем и его главными противниками, маркизами Монферрата: в 1280 году он пытался освободить из плена маркиза Вильгельма VII, а позднее, в 1297 году, занял пост генерального лейтенанта при следующем маркизе Джованни I. Для укрепления своей власти в 1281 году заключил договор о лояльности с 88 семьями долины Аоста.
В 1295 году уступил права на графство Аосты Амадею V Савойскому, взамен получив возможность консолидировать владения вокруг Монжове. Продолжал территориальные расширения и далее, присоединив в 1301 году Веррес, а в 1310 году Сен-Венсан. За смертью Эбаля последовала четырнадцатилетняя смута, в которой двум его внукам со стороны ранее умершего старшего сына и его жены из рода Фиески противостояли четверо сыновей от второго брака, в итоге в 1337 году внукам наконец были выделены их феоды. Старший из внуков, Эбаль II, известен тем, что построил заново замок Юссель, а младший Аймон II состоял на службе у графов Савойских и основал династию савойских государственных деятелей.